# Лобок

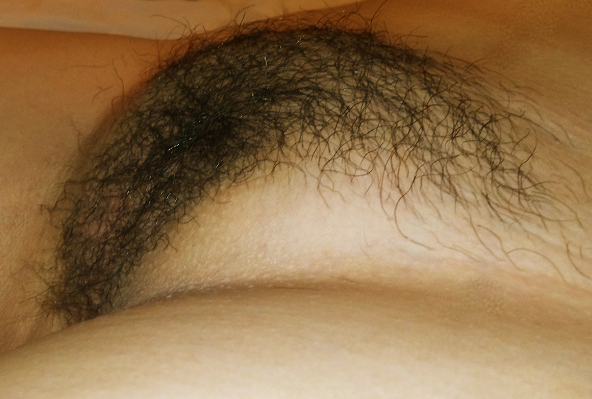
Лобок статевозрілої жінки

Лобо́к, лобко́ве підвищення, лоно (лат. mons pubis) — підвищення, розташоване спереду і дещо вище лобкового зчленування, вкрите волоссям після статевого дозрівання, верхня межа росту якого в жінок йде горизонтально (на відміну від чоловіків, у яких ріст волосся поширюється догори по середній лінії).
Вгорі лобок відділений від області живота лобковою борозною, від стегон — тазостегновими борознами.

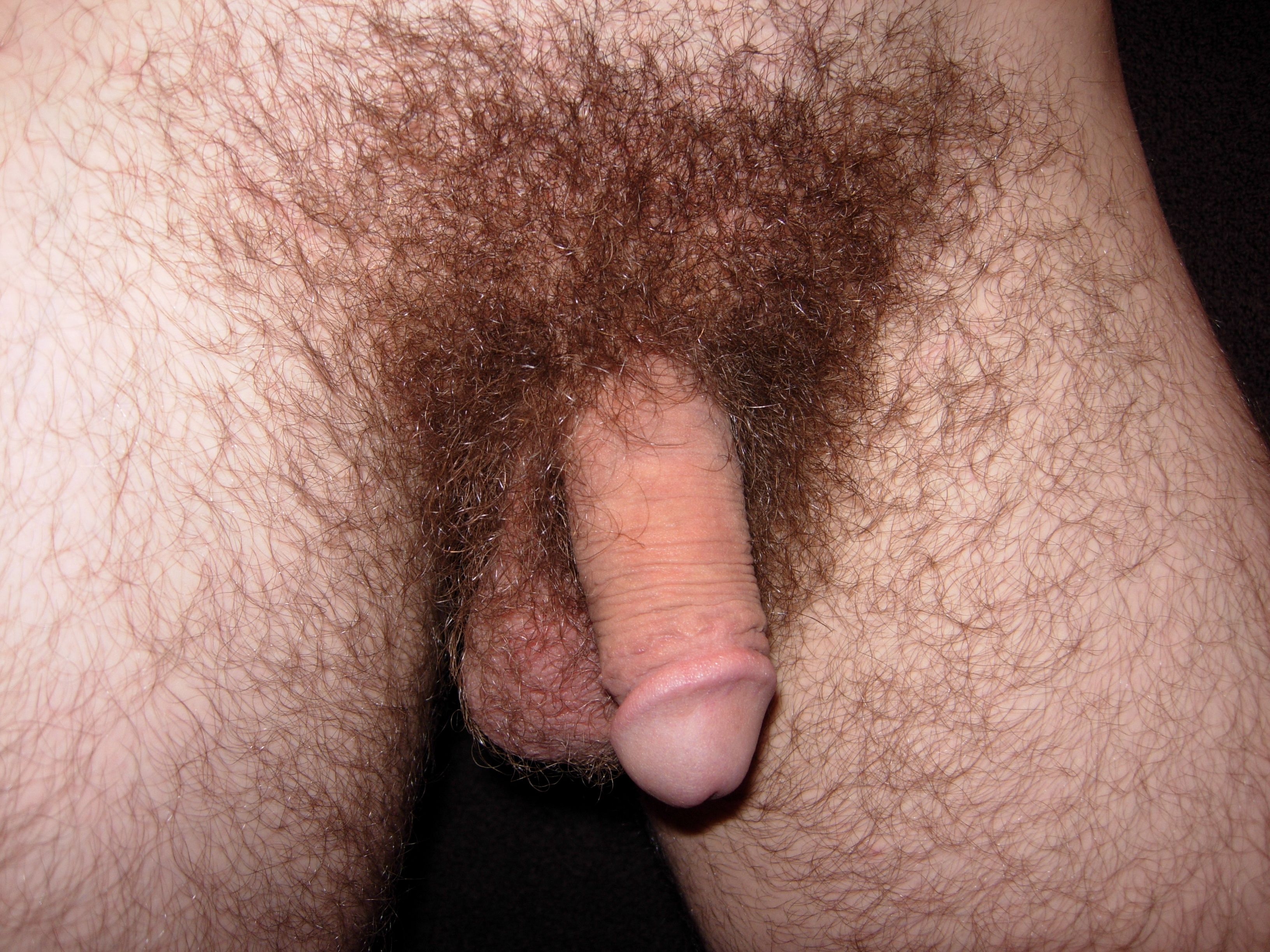
Лобок, статевий член і мошонка статевозрілого чоловіка

Після початку статевого дозрівання лобок звичайно в більшій чи меншій мірі покривається лобковим волоссям, яке може переходити на великі статеві губи (у жінок), мошонку (у чоловіків) і низ живота (також, як правило, у чоловіків).
У жінок ця область над вульвою часто називається горбиком Венери (лат. mons veneris). У цій області є нервові закінчення, а тому дотик до неї та/або натиснення можуть викликати статеве збудження.

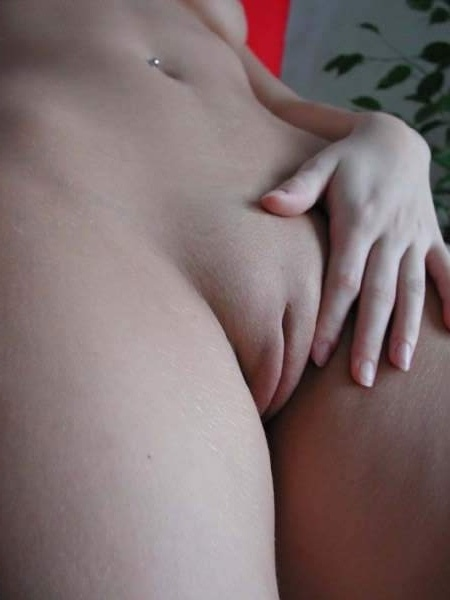
Виголені лобок і великі статеві губи статево зрілої жінки

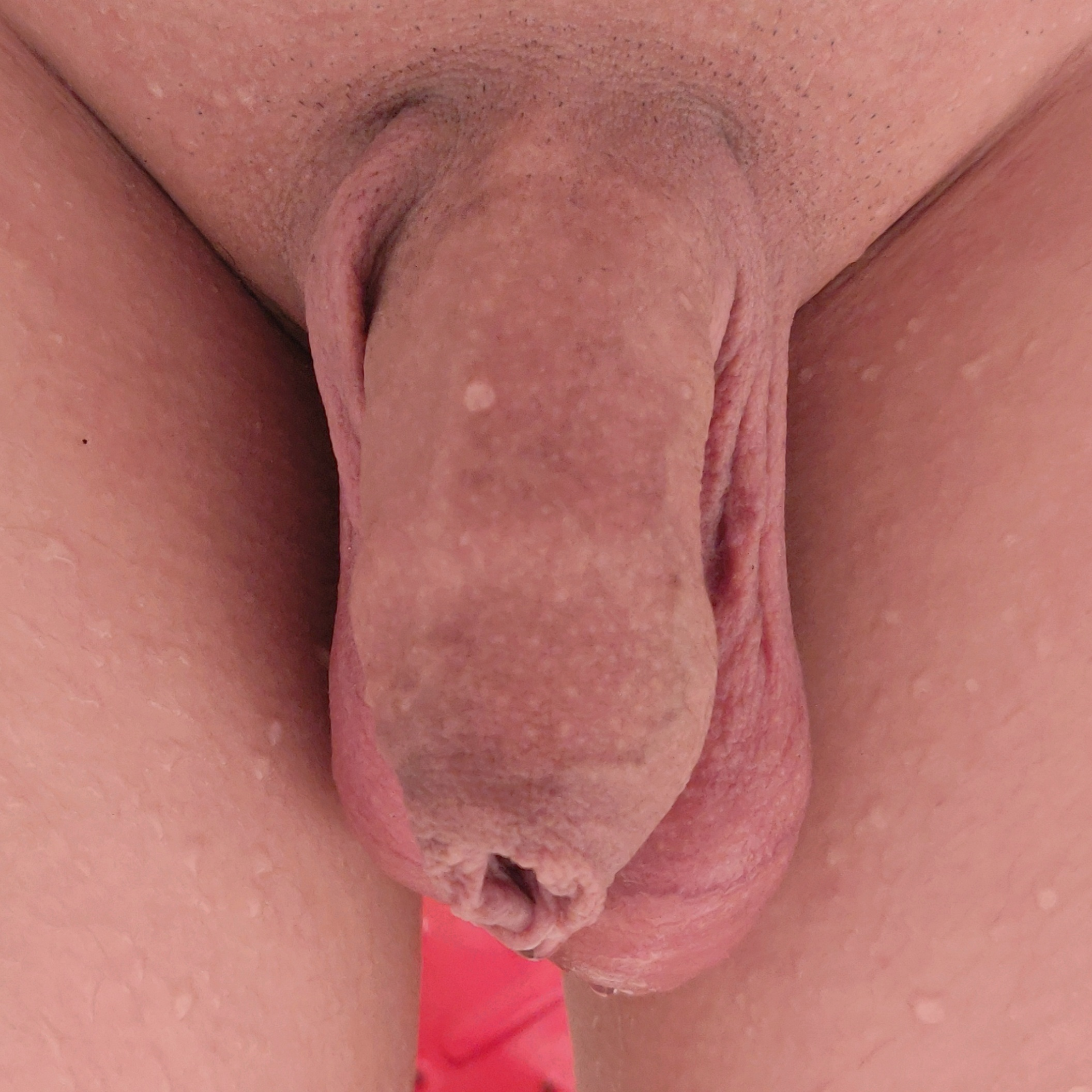
Виголені лобок, статевий член і калитка статевозрілого чоловіка